# Deinonychosauria
A Deinonychosauria (nevük jelentése: "Rettentő karmú gyíkok") a theropoda dinoszauruszok egyik sikeres csoportja, amely a késő jura kor és a kréta időszak során élt. Ezek a húsevők a hátsó lábuk második lábujján levő sarló alakú karomról ismertek. Legnagyobb ismert nemük a 7 méter hosszú Utahraptor, a legkisebb pedig a 34 centiméter hosszúságú Anchiornis. A jura időszakból származó maradványaik Etiópia, Portugália, Spanyolország, Oroszország, Kína, valamint az Egyesült Államok Colorado és Wyoming államainak területéről kerültek elő. A kréta időszakban az Antarktiszt is beleértve szinte valamennyi kontinensen elterjedtek, bár Ausztráliában nem találtak hozzájuk kapcsolódó maradványokat.
A Deinonychosauria alrendág a Dromaeosauridae és a Troodontidae családokat tartalmazza. A csoportot elsőként Kevin Padian és szerzőtársai definiálták kládként, ide sorolva minden maniraptorát, amely közelebb áll a Deinonychushoz, mint a Neornithes klád madaraihoz. Paul Sereno (1998-ban, majd 2005-ben) egy csomópont-alapú definíciót alkotott, ide sorolva a Troodon formosust és Velociraptor mongoliensist, de kizárva az Ornithomimus edmontonicust és a Passer domesticust. A Deinonychosauria az Avialae testvérkládjának számít. A közeli kapcsolatot jelzi, hogy a legtöbbször az Avialae legkorábbi ismert tagjának tekintett Archaeopteryx szintén rendelkezett az egyedi sarló alakú lábkarommal.

## Osztályozás
- Maniraptora klád
  - Eumaniraptora klád
    - Pedopenna nem
    - Deinonychosauria alrendág
      - Dromaeosauridae család
      - Ornithodesmidae család
      - Troodontidae család

## Törzsfejlődés
Az alábbi kladogram Thomas R. Holtz és Halszka Osmólska (2004-es) munkája alapján készült:
| Deinonychosauria | \| \| Dromaeosauridae \| \| \| \| \| \| Troodontidae \| \| \| \| |
|                  | \| \| Dromaeosauridae \| \| \| \| \| \| Troodontidae \| \| \| \| |
|                  | Avialae (Madarak és rokonaik)                                    |
|                  |                                                                  |
|                  | Dromaeosauridae                                                  |
|                  |                                                                  |
|                  | Troodontidae                                                     |
|                  |                                                                  |

|  | Dromaeosauridae |
|  |                 |
|  | Troodontidae    |
|  |                 |

| Deinonychosauria | \| \| Dromaeosauridae \| \| \| \| \| \| Troodontidae \| \| \| \| |
|                  | \| \| Dromaeosauridae \| \| \| \| \| \| Troodontidae \| \| \| \| |
|                  | Avialae (Madarak és rokonaik)                                    |
|                  |                                                                  |
|                  | Dromaeosauridae                                                  |
|                  |                                                                  |
|                  | Troodontidae                                                     |
|                  |                                                                  |

|  | Dromaeosauridae |
|  |                 |
|  | Troodontidae    |
|  |                 |

| Deinonychosauria | \| \| Dromaeosauridae \| \| \| \| \| \| Troodontidae \| \| \| \| |
|                  | \| \| Dromaeosauridae \| \| \| \| \| \| Troodontidae \| \| \| \| |
|                  | Avialae (Madarak és rokonaik)                                    |
|                  |                                                                  |
|                  | Dromaeosauridae                                                  |
|                  |                                                                  |
|                  | Troodontidae                                                     |
|                  |                                                                  |

|  | Dromaeosauridae |
|  |                 |
|  | Troodontidae    |
|  |                 |

| Deinonychosauria | \| \| Dromaeosauridae \| \| \| \| \| \| Troodontidae \| \| \| \| |
|                  | \| \| Dromaeosauridae \| \| \| \| \| \| Troodontidae \| \| \| \| |
|                  | Avialae (Madarak és rokonaik)                                    |
|                  |                                                                  |
|                  | Dromaeosauridae                                                  |
|                  |                                                                  |
|                  | Troodontidae                                                     |
|                  |                                                                  |

|  | Dromaeosauridae |
|  |                 |
|  | Troodontidae    |
|  |                 |

## Fordítás
- Ez a szócikk részben vagy egészben  a   Deinonychosauria című angol Wikipédia-szócikk fordításán alapul.  Az eredeti cikk szerkesztőit annak laptörténete sorolja fel. Ez a jelzés csupán a megfogalmazás eredetét és a szerzői jogokat jelzi, nem szolgál a cikkben szereplő információk forrásmegjelöléseként.